# Болгария на «Евровидении-2009»
Болгария на «Евровидении-2009» была представлена болгарским певцом Красимиром Аврамовым, который исполнил песню «Illusion». Красимир, выигравший зрительское голосование в Болгарии, столкнулся с протестами ряда представителей болгарской сцены, которые требовали от Красимира отказаться от выступления в связи с его низким качеством, однако Красимир наотрез отказался кому-либо уступать. В итоге он выступил 12 мая 2009 года в первом полуфинале, но занял 16-е место всего с 7 баллами, что является худшим результатом в истории Болгарии с момента введения двух полуфиналов.

## Правила национального отбора
Болгарский национальный отбор организовала телекомпания БНТ. Отбор состоял из двух шоу: первое шоу, выходившее под названием «Будь звездой» (болг. Бъди Звезда, англ. Be A Star) включало в себя девять еженедельных туров с тремя четвертьфиналами (после каждых трёх туров проходил четвертьфинал), а второе шоу представляло собой национальный отбор, включавший полуфинал и финал.
Каждую неделю в шоу соревновались пять песен: в девяти турах участвовали 45 песен (по 5 на тур), а после 3-го, 6-го и 9-го туров проводился четвертьфинал. Девять песен, победившие в предыдущих турах, снова исполнялись в каждом четвертьфинале, и три из них по решению телезрителей выходили в полуфинал. В отборочных турах выходили в четвертьфиналы две песни, выбранные зрителями, и одна песня, выбранная жюри; если же выбор жюри не совпадал с мнением зрителей, то жюри могли отправить одну из не попавших в зрительский Топ-3 песен в четвертьфинал.
В полуфинале соревновались 18 песен: 9 песен, прошедших четвертьфинал, и 9 песен, выбранных жюри среди тех, которые были поданы слишком поздно или не вышли напрямую в полуфинал. Полуфинал проходил 24 января 2009 года. В финал выходили 9 лучших песен по версии телезрителей и ещё три песни, которое выбирал национальный вещатель БНТ. 21 февраля 2009 года зрители путём телефонных звонков и СМС-сообщений выбирали победителя национального отбора.
Все желающие участвовать в конкурсе должны были иметь гражданство Болгарии, но авторам позволялось выбрать язык исполнения песни. Заявки подавались до 19 сентября 2008 года. Из 54 отправленных на шоу заявок 8 были дисквалифицированы за нарушение одного из правил конкурса, в соответствии с которым предлагаемые песни не должны были исполняться публично или попадать в коммерческую ротацию до 1 октября 2008 года.

## Be A Star

### Четвертьфинал 1

#### Первый отборочный тур
2 октября 2008 года стартовал национальный отбор. В первом отборочном туре выступили Моника Кировска («I Won»), Эмил Соколов («Действителност или измама»), Ивелина («Ready for Love»), рок-группа «Perfect Stranger» («I Promise») и Венелина Миланова («Нека с песен»). Победу в этом туре по версии зрителей одержали рок-группа «Perfect Stranger» (38,6% голосов), Ивелина (32,22%) и Венелина Миланова (22,04%), а выбор жюри также совпал с выбором телезрителей.
| Номер | Исполнитель       | Песня                     | Голоса, % | Место |
| ----- | ----------------- | ------------------------- | --------- | ----- |
| 1     | Моника Кировска   | I Won                     | 2,28%     | 5     |
| 2     | Эмил Соколов      | Действителност или измама | 4,86%     | 4     |
| 3     | Ивелина           | Ready for Love            | 32,22%    | 2     |
| 4     | Perfect Stranger  | I Promise                 | 38,60%    | 1     |
| 5     | Венелина Миланова | Нека с песен              | 22,04%    | 3     |

#### Второй отборочный тур
Во втором отборочном туре, прошедшем 9 октября 2008 года, выступили дуэт Искра и Миша Илиев («Докосни ме»), гёрлз-бэнд Prima Vista («Let's Spread love»), рок-группа «Конкурент» («Плача в нощта»), Марио Маринов («La ragazza che ho lasciato») и Тереза Коларова («Само ендо море»).
Из-за ошибки компании-провайдера показанные результаты голосования были признаны неправильными: по итогам окончательного подсчёта в финал по версии зрителей вышли Искра и Миша Илиев (41,6% голосов), Тереза Коларова (22,97%) и группа «Prima Vista» (17,14%), а выбор жюри также совпал с выбором телезрителей. По изначальным результатам вместо группы «Prima Vista» в следующий раунд должна была выйти группа «Конкурент».
| Номер | Исполнитель        | Песня                      | Голоса, % | Место |
| ----- | ------------------ | -------------------------- | --------- | ----- |
| 1     | Искра и Миша Илиев | Докосни ме                 | 41,26%    | 1     |
| 2     | Prima Vista        | Let's Spread Love          | 17,14%    | 3     |
| 3     | Конкурент          | Плача в нощта              | 4,23%     | 5     |
| 4     | Марио Маринов      | La ragazza che ho lasciato | 14,40%    | 4     |
| 5     | Тереза Коларова    | Само едно море             | 22,97%    | 2     |

#### Третий отборочный тур
В третьем отборочном туре, прошедшем 16 октября 2008 года, выступили Илиян Цветанов («Този Ритам»), Теодора Куцарова («Дрога»), Рут («Sometimes»), Деян Дженков («Имам твоето име») и Moto («Разстояния»). Победу в этом туре по версии зрителей одержали Деян Дженков (37,21% голосов) и Илиян Цветанов (28,52%), а вместо занявшего 3-е место Moto (16,6%) жюри отправило в четвертьфинал Рут (6,25%).
| Номер | Исполнитель      | Песня           | Голоса, % | Место |
| ----- | ---------------- | --------------- | --------- | ----- |
| 1     | Илиян Цветанов   | Този ритам      | 28,52%    | 2     |
| 2     | Теодора Куцарова | Дрога           | 11,42%    | 4     |
| 3     | Рут              | Sometimes       | 6,25%     | 5     |
| 4     | Деян Дженков     | Имам твоето име | 37,21%    | 1     |
| 5     | Moto             | Разстояния      | 16,60%    | 3     |

#### Итоговый отбор
Первый четвертьфинал состоялся 23 октября 2008 года, ведущим которого стал певец Драго Драганов, открывший конкурс своей песней. В первом четвертьфинале выступили гёрлз-бэнд Prima Vista («Let's Spread love»), рок-группа «Perfect Stranger» («I Promise»), Тереза Коларова («Само ендо море»), Рут («Sometimes»), Деян Дженков («Имам твоето име»), Ивелина («Ready for Love»), Илиян Цветанов («Този Ритам»), дуэт Искра и Миша Илиев («Докосни ме») и Венелина Миланова («Нека с песен»).
По итогам зрительского голосования в полуфинал вышли Деян Дженков (24,14% голосов), Prima Vista (19,66%) и дуэт Искра и Миша Илиев (13,46%).
| Номер | Исполнитель        | Песня             | Голоса, % | Место |
| ----- | ------------------ | ----------------- | --------- | ----- |
| 1     | Prima Vista        | Let's Spread Love | 19,66%    | 2     |
| 2     | Perfect Stranger   | I Promise         | 12,98%    | 4     |
| 3     | Тереза Коларова    | Само едно море    | 9,10%     | 6     |
| 4     | Рут                | Sometimes         | 2,23%     | 9     |
| 5     | Деян Дженков       | Имам твоето име   | 24,14%    | 1     |
| 6     | Ивелина            | Ready for Love    | 10,43%    | 5     |
| 7     | Илиян Цветанов     | Този Ритам        | 2,55%     | 8     |
| 8     | Искра и Миша Илиев | Докосни ме        | 13,46%    | 3     |
| 9     | Венелина Миланова  | Нека с песен      | 5,45%     | 7     |

### Четвертьфинал 2

#### Четвёртый отборочный тур
В четвёртом отборочном туре, прошедшем 30 октября 2008 года, выступили Лорадо («Море от мечти»), Милена Пеева и группа «Фанагора» («Love Never Ends»), группа «Ицо Петрофф и Приятели» («Рокендрол изкуство») и Гергана Димова («Ясно сланце»). Изначально также должна была выступить и певица Сахара с песней «Don't Kiss for Money», однако она сняла свою кандидатуру, рассчитывая на уайлд-кард от жюри. В конце концов, Сахару дисквалифицировали за нарушение «правила 1 октября»: не исполнять публично песню и не выпускать её для коммерческого релиза до 1 октября 2008 года.
Отборочный тур открывала группа Deep Zone Project и DJ Balthazar, которые представляли Болгарию на прошлогоднем Евровидении в Белграде. Победу в этом туре по версии зрителей одержали Гергана Димова (51,94% голосов), Милена Пеева и группа «Фанагора» (28,61%) и группа «Ицо Петрофф и Приятели» (16,67%), а выбор жюри также совпал с выбором телезрителей.
| Номер | Исполнитель             | Песня                | Голоса, % | Место |
| ----- | ----------------------- | -------------------- | --------- | ----- |
| 1     | Лорадо                  | Море от мечти        | 2,78%     | 4     |
| 2     | Милена Пеева и Фанагора | Love Never Ends      | 28,61%    | 2     |
| 3     | Ицо Петрофф и Приятели  | Рокендрол изкуство   | 16,67%    | 3     |
| 4     | Гергана Димова          | Ясно сланце          | 51,94%    | 1     |
| 5     | Сахара                  | Don't Kiss for Money | -         | -     |

#### Пятый отборочный тур
В пятом отборочном туре, прошедшем 6 ноября 2008 года, выступили Пламен Пенев («Далечен свят»), Жени Каравачева («Думи»), трио Боби Кокер, Блеки и Санни («Този пут»), Эмилия Валенти («С теб») и Хари от България («Без думи»). Победу в этом туре по версии зрителей одержали Эмилия Валенти (32,94% голосов), Боби Кокер, Блеки и Санни (23,01%) и Пламен Пенев (20,99%), а выбор жюри также совпал с выбором телезрителей.
| Номер | Исполнитель               | Песня        | Голоса, % | Место |
| ----- | ------------------------- | ------------ | --------- | ----- |
| 1     | Пламен Пенев              | Далечен свят | 20,99%    | 3     |
| 2     | Жени Каравачева           | Думи         | 10,56%    | 5     |
| 3     | Боби Кокер, Блеки и Санни | Този пут     | 23,01%    | 2     |
| 4     | Эмилия Валенти            | С теб        | 32,94%    | 1     |
| 5     | Хари от България          | Без думи     | 11,66%    | 4     |

#### Шестой отборочный тур
В шестом отборочном туре, прошедшем 13 ноября 2008 года, выступали Annayah («Аз те чакам»), Георгий Варбанов («Europe Is My Home!»), Лазар Кисёв («You're Not Alone»), Антония Маркова («Don't Leave Me by the Day») и Марио Денев («Липсваш ми татко»).
Победу в этом туре по версии зрителей одержали Annayah (36,99% голосов), Антония Маркова (35,84%) и Лазар Кисёв (13,83%), а выбор жюри также совпал с выбором телезрителей.
| Номер | Исполнитель      | Песня                  | Голоса, % | Место |
| ----- | ---------------- | ---------------------- | --------- | ----- |
| 1     | Annayah          | Аз те чакам            | 36,99%    | 1     |
| 2     | Георгий Варбанов | Europe Is My Home!     | 5,02%     | 5     |
| 3     | Лазар Кисёв      | You're Not Alone       | 13,83%    | 3     |
| 4     | Антония Маркова  | Don't Leave by the Day | 35,84%    | 2     |
| 5     | Марио Денев      | Липсваш ми татко       | 8,22%     | 4     |

#### Итоговый отбор
Второй четвертьфинал состоялся 20 ноября 2008 года. Во втором четвертьфинале выступили Антония Маркова («Don't Leave Me by the Day»), Пламен Пенев («Далечен свят»), группа «Ицо Петрофф и Приятели» («Рокендрол изкуство»), Лазар Кисёв («You're Not Alone»), Гергана Димова («Ясно сланце»), Annayah («Аз те чакам»), Милена Пеева и группа «Фанагора» («Love Never Ends») и Эмилия Валенти («С теб»). Трио Боби Кокер, Блеки и Санни («Този пут») не выступили из-за болезни Санни, поэтому решение об их участии в полуфинале было отложено.
По итогам зрительского голосования в полуфинал вышли Гергана Димова (41,42% голосов), Пламен Пенев (14,26% голосов) и Эмилия Валенти (12,46% голосов).
| Номер | Исполнитель              | Песня                  | Голоса, % | Место |
| ----- | ------------------------ | ---------------------- | --------- | ----- |
| 1     | Антония Маркова          | Don't Leave by the Day | 8,83%     | 5     |
| 2     | Пламен Пенев             | Далечен свят           | 14,26%    | 2     |
| 3     | Боби Кокер, Блек и Санни | Този пут               | –         | –     |
| 4     | Ицо Петрофф и Приятели   | Рокендрол изкуство     | 3,44%     | 8     |
| 5     | Лазар Кисёв              | You're Not Alone       | 4,56%     | 7     |
| 6     | Гергана Димова           | Ясно сланце            | 41,42%    | 1     |
| 7     | Annayah                  | Аз те чакам            | 8,97%     | 4     |
| 8     | Милена Пеева и Фанагора  | Love Never Ends        | 6,06%     | 6     |
| 9     | Эмилия Валенти           | С теб                  | 12,46%    | 3     |

### Четвертьфинал 3

#### Седьмой отборочный тур
В седьмом отборочном туре, прошедшем 27 ноября 2008 года, выступали рок-группа «Vatticana» («Sun Is Shining»), Anna Star («Stranger»), Светозар Христов («Borrow from the Shadow»), Just Elly («My Song») и трио Теди Славчева, Тени и Ива («Don't Look for Me»). Победу в этом туре по версии зрителей одержали Теду Каравачева (49,11% голосов), рок-группа «Vatticana» (34,96%) и Светозар Христов (10,30%), а выбор жюри также совпал с выбором телезрителей.
| Номер | Исполнитель               | Песня                  | Голоса, % | Место |
| ----- | ------------------------- | ---------------------- | --------- | ----- |
| 1     | Vatticana                 | Sun Is Shining         | 34,96%    | 2     |
| 2     | Anna Star                 | Stranger               | 4,87%     | 4     |
| 3     | Светозар Христов          | Borrow from the Shadow | 10,30%    | 3     |
| 4     | Just Elly                 | My Song                | 0,66%     | 5     |
| 5     | Теди Славчева, Тени и Ива | Don't Look for Me      | 49,11%    | 1     |

#### Восьмой отборочный тур
В восьмом отборочном туре, прошедшем 4 декабря 2008 года, выступали рок-группа «Freeway» («Сама»), группа «Biby Michael's Friends» («Валшебни ноти»), Искрен Пецов и Deep Zone («Зашто се варна»), Сунай Чалаков («Нешто лудо») и Цецо Влаков («What Does It Take»). Победу в этом туре по версии зрителей одержали Сунай Чалаков (53,11% голосов) и рок-группа «Freeway» (30,71%), а вместо занявшей 3-е место группы «Biby Michael's Friends» (7,47%) жюри отправило в четвертьфинал Искрена Пецова (5,81%).
| Номер | Исполнитель           | Песня             | Голоса, % | Место |
| ----- | --------------------- | ----------------- | --------- | ----- |
| 1     | Freeway               | Сама              | 30,71%    | 2     |
| 2     | Biby Michael's Friend | Валшебни ноти     | 7.47%     | 3     |
| 3     | Искрен Пецов          | Зашто се варна    | 5,81%     | 4     |
| 4     | Сунай Чалаков         | Нешто лудо        | 53,11%    | 1     |
| 5     | Цецо Влайков          | What Does It Take | 2,90%     | 5     |

#### Девятый отборочный тур
В девятом и последнем отборочном туре, прошедшем 11 декабря 2008 года, выступили рок-группа «X-R@Y» («We»), Стефан Илчев («Get Up»), Петя Христова («Sacred Journey»), рок-группа «Зона» («Сенки») и Мартин Александров («Mi fai male»). Победу в этом туре по версии зрителей одержали Стефан Илчев (37,12% голосов) и рок-группа «Зона» (32,70%), а вместо занявшей 3-е место рок-группы «X-R@Y» (15,09%) жюри отправило в четвертьфинал Мартина Александрова (11,32%).
| Номер | Исполнитель        | Песня          | Голоса, % | Место |
| ----- | ------------------ | -------------- | --------- | ----- |
| 1     | X-R@Y              | "We"           | 15,09%    | 3     |
| 2     | Стефан Илчев       | Get Up         | 37,12%    | 1     |
| 3     | Петя Христова      | Sacred Journey | 3,77%     | 5     |
| 4     | Зона               | Сенки          | 32,70%    | 2     |
| 5     | Мартин Александров | Mi fai male    | 11,32%    | 4     |

#### Итоговый отбор
Третий четвертьфинал состоялся 18 декабря 2008 года. В третьем четвертьфинале выступили рок-группа «Freeway» («Сама»), Мартин Александров («Mi fai male»), Светозар Христов («Borrow from the Shadow»), Сунай Чалаков («Нешто лудо»), трио Теди Славчева, Тени и Ива («Don't Look for Me»), рок-группа «Зона» («Сенки»), рок-группа «Vatticana» («Sun Is Shining») и Стефан Илчев («Get Up»).
По итогам зрительского голосования в полуфинал вышли рок-группа «Зона» (20,45% голосов), Теди Славчева, Тени и Ива (18,33% голосов) и Стефан Илчев (16,86% голосов).
| Номер | Исполнитель               | Песня                  | Голоса, % | Место |
| ----- | ------------------------- | ---------------------- | --------- | ----- |
| 1     | Freeway                   | Сама                   | 8,84%     | 6     |
| 2     | Мартин Александров        | Mi fai male            | 8,35%     | 7     |
| 3     | Светозар Христов          | Borrow from the Shadow | 1,80%     | 8     |
| 4     | Сунай Чалаков             | Нешто лудо             | 11,62%    | 5     |
| 5     | Теди Славчева, Тени и Ива | Don't Look for Me      | 18,33%    | 2     |
| 6     | Зона                      | Сенки                  | 20,45%    | 1     |
| 7     | Искрен Пецов              | Зашто се варна         | 0,98%     | 9     |
| 8     | Vatticana                 | Sun Is Shining         | 12,77%    | 4     |
| 9     | Стефан Илчев              | Get Up                 | 16,86%    | 3     |

### Полуфинал
Полуфинал состоялся 24 января 2009 года. В полуфинале приняли участие 18 песен: девять, прошедших зрительское голосование в конкурсе «Be A Star», и ещё девять, отобранных жюри. К 19 декабря 2008 года, моменту завершения шоу «Be A Star», жюри получили 38 новых заявок. Проверив 38 новых композиций и 35 песен, выбывших из отбора «Be A Star», жюри выбрало девять песен. В числе отобранных оказалась песня «Ring The Bells» Веселы Боневой, которую сняли с конкурса по причине неочищенных прав и проблем с продюсерами шоу. Вместо Веселы Боневой в полуфинал попали Наджам Шераз и Erilien с композицией «Don't Break My Heart», написанной на английском и панджабском языках.
В самой программе показали только песни, прошедшие в финал, без числа набранных зрительских голосов. Из непосредственных победителей шоу «Be A Star» в финал попал только Стефан Илчев с песней «Get Up».
| Номер | Исполнитель               | Песня                    |
| ----- | ------------------------- | ------------------------ |
| 1     | Ивелина                   | Ready For Love           |
| 2     | Moto                      | Разстояния               |
| 3     | Деян Дженков              | Имам твоето име          |
| 4     | Гергана Димова            | Ясно сланце              |
| 5     | Стефан Добрев             | Everlasting Love         |
| 6     | Prima Vista               | Let's Spread Love        |
| 7     | Erilien и Наджам Шераз    | Don't Break My Heart     |
| 8     | Искра и Миша Илиев        | Докосни ме               |
| 9     | Sahara                    | Don't Kiss For The Money |
| 10    | Пламен Пенев              | Далечен свят             |
| 11    | JuraTone feat. Lady B     | "Chance To Love You"     |
| 12    | Зона                      | Сенки                    |
| 13    | Стефан Илчев              | Get Up                   |
| 14    | Нора                      | It's Not Right           |
| 15    | Эмилия Валенти            | С теб                    |
| 16    | Красимир Аврамов          | Illusion                 |
| 17    | Теди Славчева, Тени и Ива | Don't Look for Me        |
| 18    | Дани Милев                | Няма време               |

### Финал
Финал национального отбора состоялся 21 февраля 2009 года в софийском Дворце Спорта, и на нём телезрители определяли конкурсанта от Болгарии, который поедет на Евровидение в Москву. В финал вышли девять победителей полуфинала и ещё три песни, попавшие по решению жюри: Мариана Попова («Crazy»), Поли Генова («One Lifetime Is Not Enough») и Графа («Враг»). Почётным гостем национального финала стал Филипп Киркоров, исполнивший версию песни «Save Your Kisses For Me» на русском языке под названием «Ты, мимо опять проходишь». Абсолютную победу одержал Красимир Аврамов, набрав более 50% зрительских голосов, что позднее привело к скандалу и непониманию со стороны других конкурсантов.
| Номер | Исполнитель            | Песня                      | Голоса, % | Место |
| ----- | ---------------------- | -------------------------- | --------- | ----- |
| 1     | Стефан Илчев           | Get Up                     | 2,95%     | 7     |
| 2     | Moto                   | Разстояния                 | 0.37%     | 12    |
| 3     | Поли Генова            | One Lifetime Is Not Enough | 11,74%    | 2     |
| 4     | Данни Милев            | Няма време                 | 2.39%     | 9     |
| 5     | Ивелина                | Ready for love             | 2,53%     | 8     |
| 6     | Графа                  | Враг                       | 3,91%     | 5     |
| 7     | Сахара                 | Don't Kiss For The Money   | 3,20%     | 6     |
| 8     | Мариана Попова         | Crazy                      | 8,45%     | 3     |
| 9     | Jura Tone feat. Lady B | Chance To Love You         | 2,03%     | 10    |
| 10    | Стефан Добрев          | Everlasting                | 1,16%     | 11    |
| 11    | Красимир Аврамов       | Illusion                   | 55,52%    | 1     |
| 12    | Нора                   | It's Not Right             | 5,75%     | 4     |

## Выбранный участник
Красимир Аврамов родился 5 ноября 1972 года в городе Сливен, но вскоре переехал в Софию. Окончил Национальную академию театрального и киноискусства, где занимался пантомимой у профессора Васила Инджева (первый опыт мима он приобрёл в 9 лет), однако также исполнял песни. Аврамов обладает редким и уникальным голосом — контратенор. Чтобы развить свой талант, он брал уроки вокала у оперной певицы Пенки Гековой. В 1997 году он выпустил альбом «Silent Voices». В 1998 году в Лос-Анджелесе вместе с Петей Буюклиевой представлял Болгарию на чемпионате мира по исполнительским искусствам и одержал победу, завоевав золотую медаль. После гастролей по Болгарии и Европе Красимир в 1999 году окончательно переехал в США, в Лос-Анджелес, где работал официантом и разносчиком пиццы, но вскоре стал выступать на различных концертных площадках.
После того, как легенда соул-музыки Лайонел Ричи впервые услышал голос Красимира, то предложил ему сотрудничество. Красимир брал уроки у Кей Монтгомери и снимался в различных передачах, фильмах и рекламах. В 2005 году за альбом «Popera», на котором были композиции жанра поп-оперы, Аврамов был удостоен премии «Суперзвезда года» на церемонии вручения музыкальных премий Лос-Анджелеса и дал концерт в театре «Kodak». Продюсером альбома был Уильям Табану, сотрудничавший ранее с Аврил Лавинь и Coolio. Песни с «Popera» записаны на английском, испанском, русском и латинском языках. В 2008 году несколько песен Красимира вошли в сборник лучших поп-оперных песен 2009 года, где также оказались песни Хосе Каррераса и Марио Франгулиса.

## Критика национального отбора
Часть представителей болгарской сцены были шокированы огромным отрывом победившего Красимира Аврамова от занявшей 2-е место Поли Геновой: в соцсети Facebook была создана группа, призывавшая заставить Красимира отказаться от участия, а перед зданием главного здания БНТ прошла акция протеста. Пресса заявляла о подтасовке голосов. Сомнения в прозрачности голосования были у представителей Болгарского национального телевидения: директор департамента развлекательного и музыкального вещания БНТ и глава болгарской делегации Любен Канчев отметил невысокое качество исполненной песни и предложил три варианта дальнейших действий: признать победу Аврамова, но потребовать от него полностью переработать сценическое выступление; убедить Аврамова отказаться от своего участия и уступить место занявшей 2-е место Поли Геновой; объявить о полном отказе Болгарии от участия в Евровидении-2009. Снятие Болгарии с Евровидения грозило штрафом от Европейского вещательного союза в размере 90 тысяч швейцарских франков.
Аврамов отказался снимать кандидатуру, обвинив конкурентов в зависти и неумении проигрывать. В защиту певца выступила певица Петя Буюклиева, которая ранее выступала с ним в 1998 году в Лос-Анджелесе. Она отметила, что Аврамова поддержало профессиональное жюри в национальном отборе, а обвинения в невысоком качестве песни были связаны с техническими проблемами. 25 февраля 2009 года на БНТ в утреннем шоу появились композитор Найден Андреев, певица Ивелина Балчева и глава болгарской делегации Евровидения Любен Канчев. Андреев в эфире программы назвал песню «простым воем и вокальным недоразумением» и призвал Красимира снять кандидатуру. Балчева же заступилась за Красимира, назвав его вокальное исполнение хорошо спланированной провокацией. Канчев же заявил, что телеканал может отказаться от национального отбора в будущем. В дальнейших интервью Аврамов настаивал, что будет до победного конца бороться за право поехать в Москву и не откажется от своего достижения, которое ему далось с большим трудом.
В последующих эфирах музыкальных программ БНТ звучали разные мнения участников Евровидения прошлых лет: хотя Красимир в эфире БНТ ранее исполнял песню под аккомпанемент Марианы Поповой на фортепиано, Попова на один из эфиров не явилась в знак протеста против поездки Красимира. В его защиту выступили Елица Тодорова и Стоян Янкулов, занявшие 5-е место в 2007 году и выразившие надежду, что Аврамов справится со своей задачей. Главные противники поездки Аврамова в Москву — Найден Андреев, Йорданка Христова, Кирил Маречков — на шоу не явились. В итоге в марте 2009 года БНТ окончательно утвердил Аврамова как представителя Болгарии на «Евровидение». А после прибытия Красимира в Москву расследование частного детектива Димитра Куцарова установило, что организаторы конкурса хотели не совсем честными способами вытащить на первое место Поли Генову.

## Подготовка к выступлению

### Промо-тур
Красимир Аврамов отправился в Москву с командой из пяти человек: бэк-вокалистки Албена Димитрова, Анна Лозанова и Петя Буюклиева, а также танцоры на ходулях Трей Найт и Карин Ноланд. 11 марта 2009 года Красимиром была исполнена в Софийском дворце культуры новая версия песни. Петя Буюклиева взяла на себя те части песни, в которых Аврамова могло не быть хорошо слышно. В начале 2009 года, ещё до финала национального отбора, был снят видеоклип на песню Аврамова в средневековом стиле: съёмки прошли в форте Бабини Видини Кули, в клипе снялась в откровенной сцене с Красимиром топ-модель Биляна Йотовская, неоднократно снимавшаяся для мужских журналов и получившая звание самой сексуальной женщины Болгарии 2008 года. В ходе своего гастрольного тура Красимир посетил Македонию, Грецию и Турцию.

### Прогнозы выступления
Аврамов перед Евровидением до последнего был уверен, что его критики не угомонятся после живых выступлений даже в случае его победы в Москве. Мнения музыкальных экспертов из других стран также разделились. В эфире российской программы Первого канала «Прожекторперисхилтон» ведущие в шутку сравнили Аврамова в клипе с Вадимом Казаченко и даже заявили, что сам факт постельной сцены поднимет популярность клипа в Интернете и резко повысит шансы Аврамова на победу.
Оценки всем участникам Евровидения-2009 выставлял русскоязычный интернет-проект «Евровидение-Казахстан». По правилам конкурса Евровидение, продолжительность конкурсной песни не должна была превышать трёх минут: в связи с этим автор сайта Андрей Михеев даже предположил, что изначальная композиция длилась дольше, но при редактировании её могли неудачно сократить. Он также раскритиковал вокальные данные Красимира Аврамова, назвав его голос «занудным неразвитым фальцетом», и предрёк ему невыход в финал с учётом неудачного образа Красимира:

- Музыка: Как инструментал — весьма и весьма неплохо. 9/10
- Текст: Создается впечатление бесконечного повторения одной строки. Претензия та же, что и к Молдове — видимо, из 4-х минутной песни левым образом вырезали 3 минуты. 6/10
- Вокал: Вообще надо отрубить уши тому, кто его из мима решил превращать в псевдо-оперного певца. Теперь он поет исключительно занудным неразвитым фальцетом, а единственный куплет — шепотом. Причем даже в студийке. За включение Пети в роли Азиса плюс балл. 7/10
- Итого: Не верю, что певец с движениями и харизмой полена даже с феерическим номером а-ля его видео выйдет в финал. 7/10

В ходе одного из опросов Eurovision Nation Poll, результаты которого также представлял «Евровидение-Казахстан», Аврамов оказался в списке трёх главных аутсайдеров конкурса. Голосование с участием фан-клубов Евровидения, входивших в международную организацию OGAE, также не принесло больших результатов в пользу Аврамова: кипрский фан-клуб отдал ему всего 2 балла, что стало единственными набранными болгарским исполнителем очками в фанатском голосовании. В то же время председатель российского фан-клуба OGAE Антон Кулаков предсказывал, что у Болгарии есть все шансы на выход в финал и что болгарские телезрители сделали верный выбор песни для конкурса. Вокал Аврамова он назвал «фееричным», а композицию — масштабным еврохитом в духе Il Divo, при этом оговорившись о наличии «банального» текста:

- Музыка: Достаточно масштабный еврохит а-ля Il Divo без этно-налета. 8/10
- Текст: Банален. От «гимми-гимми» в припеве хочется схватиться за голову. 6/10
- Вокал: Ага-ага. Вокал фееричен. 10/10
- Итого: Второй финал для Болгарии. Шансы очень солидные. Болгары уже который год выбирают песню мозгами. 9/10

## Выступление
Болгария выступила 12 мая 2009 года в первом полуфинале под 11-м номером. В выступлении Красимира Аврамова были задействованы все три бэк-вокалистки и два танцора на ходулях. Итоги зрительского голосования оказались неутешительными для Красимира: 16-е место с 7 баллами стало худшим результатом в истории Болгарии с момента введения двух полуфиналов. Ниже только оказались только исполнители от Бельгии (1 балл) и Чехии (нет баллов).

## Голосование

### Голоса от Болгарии
| 12 баллов | Турция               |
| 10 баллов | Республика Македония |
| 8 баллов  | Армения              |
| 7 баллов  | Босния и Герцеговина |
| 6 баллов  | Исландия             |
| 5 баллов  | Румыния              |
| 4 балла   | Израиль              |
| 3 балла   | Мальта               |
| 2 балла   | Португалия           |
| 1 балл    | Беларусь             |

| 12 баллов | Греция               |
| 10 баллов | Турция               |
| 8 баллов  | Азербайджан          |
| 7 баллов  | Великобритания       |
| 6 баллов  | Армения              |
| 5 баллов  | Исландия             |
| 4 балла   | Босния и Герцеговина |
| 3 балла   | Финляндия            |
| 2 балла   | Норвегия             |
| 1 балл    | Литва                |

| 12 баллов | Турция               |
| 10 баллов | Греция               |
| 8 баллов  | Армения              |
| 7 баллов  | Азербайджан          |
| 6 баллов  | Норвегия             |
| 5 баллов  | Россия               |
| 4 балла   | Босния и Герцеговина |
| 3 балла   | Молдова              |
| 2 балла   | Румыния              |
| 1 балл    | Великобритания       |

| 12 баллов | Греция               |
| 10 баллов | Великобритания       |
| 8 баллов  | Исландия             |
| 7 баллов  | Финляндия            |
| 6 баллов  | Литва                |
| 5 баллов  | Дания                |
| 4 балла   | Азербайджан          |
| 3 балла   | Босния и Герцеговина |
| 2 балла   | Хорватия             |
| 1 балл    | Турция               |

### Голоса за Болгарию
| 12 баллов              | 10 баллов | 8 баллов | 7 баллов | 6 баллов |
| ---------------------- | --------- | -------- | -------- | -------- |
|                        |           |          |          |          |
| 5 баллов               | 4 балла   | 3 балла  | 2 балла  | 1 балл   |
| - Республика Македония |           |          | - Турция |          |